# Pseudicius afghanicus
Pseudicius afghanicus là một loài nhện trong họ Salticidae.
Loài này thuộc chi Pseudicius. Pseudicius afghanicus được Andreeva, Heciak & Jerzy Prószyński miêu tả năm 1984.